# Saint-Marcel-Bel-Accueil
Saint-Marcel-Bel-Accueil település Franciaországban, Isère megyében. Lakosainak száma 1507 fő (2022. január 1.). Saint-Marcel-Bel-Accueil Bourgoin-Jallieu, Frontonas, L’Isle-d’Abeau, Moras, Saint-Savin, Vénérieu és Veyssilieu községekkel határos.

## Népesség
A település népessége az elmúlt években az alábbi módon változott:
| Lakosok száma | 548  | 804  | 998  | 1267 | 1342 | 1357 | 1393 | 1432 | 1437 | 1507 |
|               | 1968 | 1982 | 1990 | 2006 | 2013 | 2015 | 2017 | 2019 | 2020 | 2022 |